# Eugymnanthea japonica
Eugymnanthea japonica är en nässeldjursart som först beskrevs av Yamada 1950.  Eugymnanthea japonica ingår i släktet Eugymnanthea och familjen Eirenidae. Inga underarter finns listade i Catalogue of Life.